# Frank Linskey
Frank E. Linskey (Braidwood, 18 agosto 1913 – Southfield, 3 luglio 1999) è stato un cestista e allenatore di pallacanestro statunitense, professionista nella NBL.

## Carriera
Giocò per quattro stagioni nella NBL, disputando complessivamente 77 partite con 2,9 punti di media.